# 妻の旅立ち
『妻の旅立ち』（つまのたびだち）は、1984年4月23日～6月15日にTBS「花王 愛の劇場」枠にて放送された昼ドラマである。全40話。

## キャスト
- 綾 - 香川京子
- 雄一郎 - 高松英郎
- 岡田 - 仲谷昇
- 石田信之
- 下川久美子
- 内田稔
- 茅島成美
- 立石涼子
- 小川より子
- 渡辺千秋
- 大林丈史
- 灰地順
- 麻生えりか
- 磯村千花子
- 松村彦次郎
- 菅原チネ子
- 奥野匡

## スタッフ
- 脚本 - 西澤裕子
- 音楽 - 佐藤勝
- 演出 - 下村堯二、奥村正彦
- プロデューサー - 松澤一男(東京映画新社)、井上博(TBS)
- 制作 - 東京映画新社、TBS

## 主題歌
「最終楽章」（キングレコード）
- 作詞 - 山川啓介
- 作曲 - 中村八大
- 編曲 - 川口真
- 歌 - 岸洋子